# Discocerina univittata
Discocerina univittata är en tvåvingeart som beskrevs av Cresson 1946. Discocerina univittata ingår i släktet Discocerina och familjen vattenflugor. Inga underarter finns listade i Catalogue of Life.